# اوستاسیوی اول دا پولنتا
اوستاسیوی اول دا پولنتا (به انگلیسی: Ostasio I da Polenta؛ درگذشتهٔ ۱۴ نوامبر ۱۳۴۶) از سال ۱۳۲۲، تا زمان مرگش در سال ۱۳۴۶ میلادی، ارباب راونا بود.

## زندگی
وی، پسر برناردینو دا پولنتا، ارباب سرویا بود. وی، برای به دست گرفتن قدرت در راونا، اسقف اعظم، رینالدو دا پولنتا کشت. چهار سال بعد از آن، اوستاسیو، عمویش بانینو دا پولنتا، که در سرویا قدرت داشت را، به قتل رساند و پس از او، اربابی آن شهر را هم بر عهده گرفت.
اوستاسیو حامی هنر نیز بود و جووانی بوکاچیو (نقاش و شاعر ایتالیایی) را مدام در دربار خود نگه‌می‌داشت.
اوستاسیو در سال ۱۳۴۶ میلادی درگذشت، و گفته می‌شود که توسط پسرش، برناردینو ترور شده است.